# 沈明臣
沈明臣（1518年—1596年），字嘉则，号句章山人，晚號櫟社長，浙江鄞县（今浙江宁波市鄞州區）人，明朝诗人。为博士弟子，擅长书法。與王叔承、王稚登同稱為萬曆間三大布衣詩人。

## 生平
正德十三年（1518年）十二月十九日出生。嘉靖中为诸生，與顾汝修友好，与同邑余寅、山阴徐渭同参胡宗宪幕府。當時胡宗宪“宴将士于烂柯山，明臣作《铙歌》十章，宗宪令刻于石，名震一时。”待胡宗宪系狱死，幕客星散，唯獨明臣哭墓下。後流落江湖，放浪诗酒。晚年在鄉里授課為業。萬曆二十四年（1596年）五月二十四日卒。萬曆宰辅沈一贯是沈明臣的侄子。

## 著作
著有《越草》一卷、《丰对楼诗选》四十三卷。另著有《荆溪唱和诗》、《吴越游稿》、《通州志》等。